# Runda huset (Gustavsberg)
Runda huset är ett bibliotek i Gustavsberg i Värmdö kommun i Stockholms län. Det byggdes ursprungligen som kommunalhus för Gustavsbergs landskommun och invigdes i februari 1954, Den byggdes på mark som kallades Bagarns träsk bredvid Bageriet, där en tidigare uppförd tvättstuga revs.
 Runda huset ritades av den dåvarande KF-arkitekten Olof Thunström, som även ritat flera andra byggnader i Gustavsberg.

## Omvandling till bibliotek
Sedan september 1988 inrymmer Runda huset kommunens bibliotek. Huset renoverades, varvid det försågs med en av Herbert Scheiwiller (född 1939) ritad ny entré samt utbyte av husets samtliga ursprungliga vädringsfönster till aluminiuminfattade rutor. Inredningen av biblioteket ritades av Åke Axelsson och barnavdelningen i den understa våningen fick utsmyckning av keramikern Karin Björquist.
Den 6 juni 2024 invigdes Värmdö kulturhus i porslinsfabriken i Gustavsberg på Tyra Lundgrensväg 19 dit biblioteket flyttades. 

## Bildgalleri

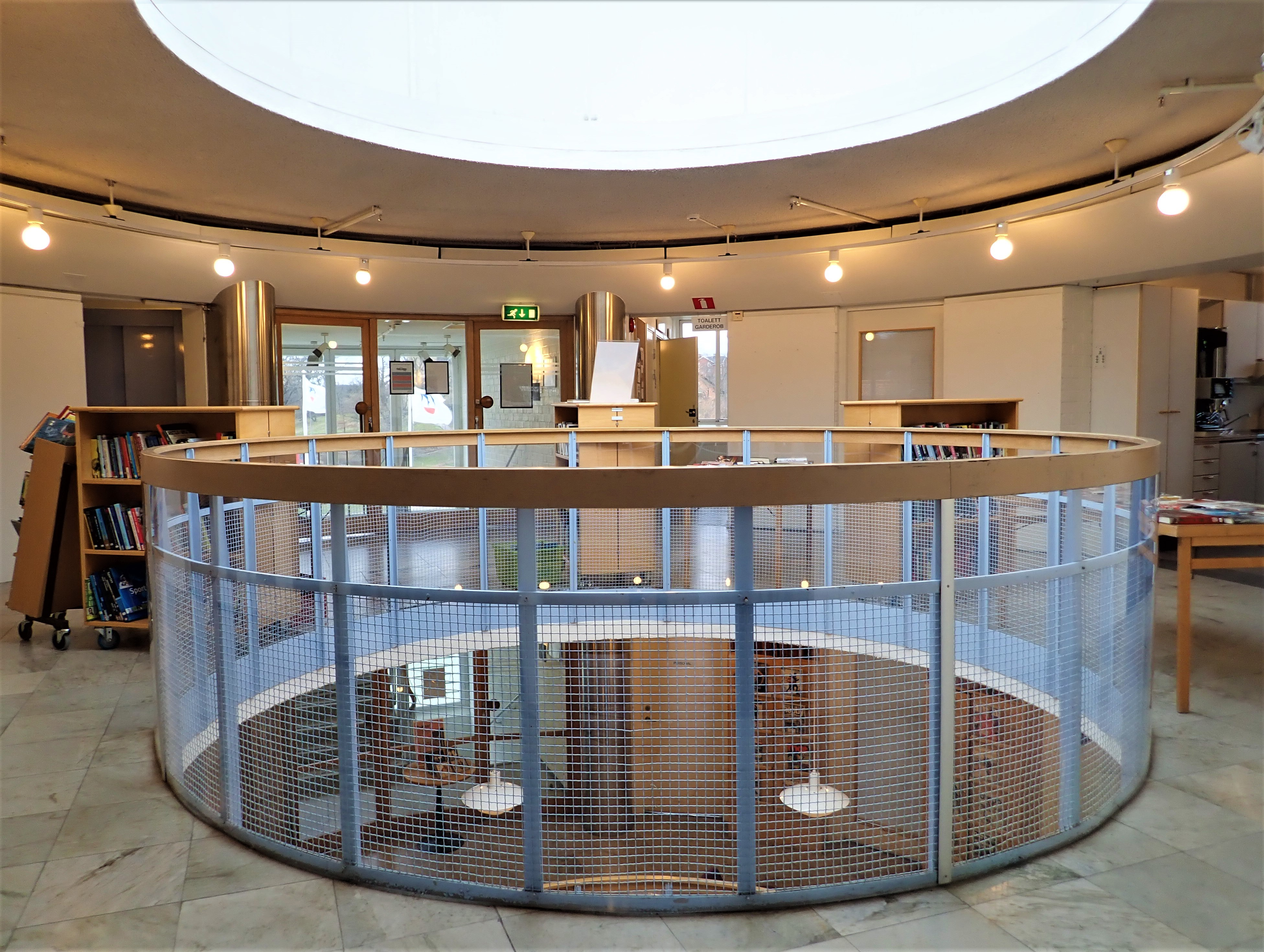
Interiör
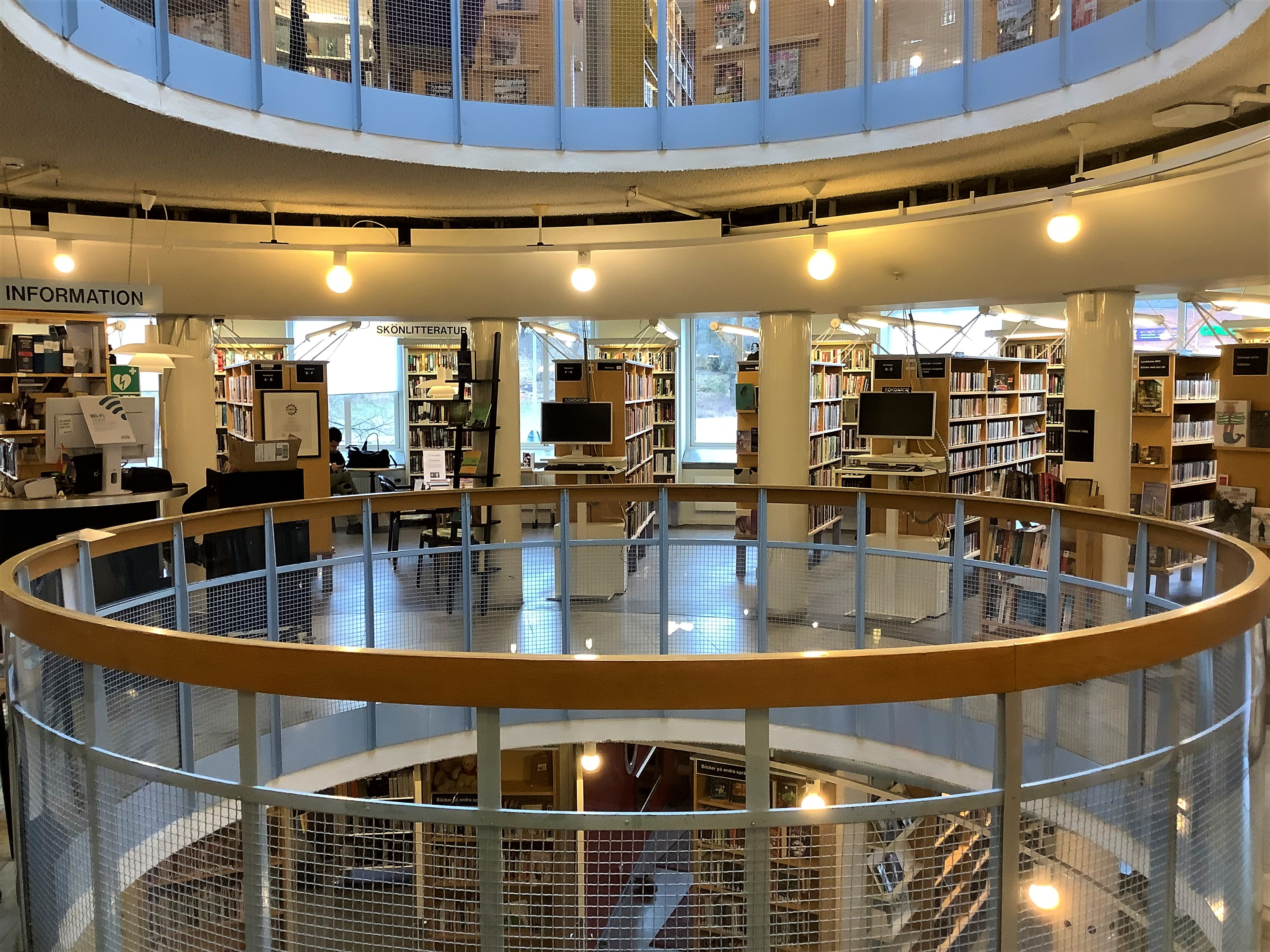
Interiör
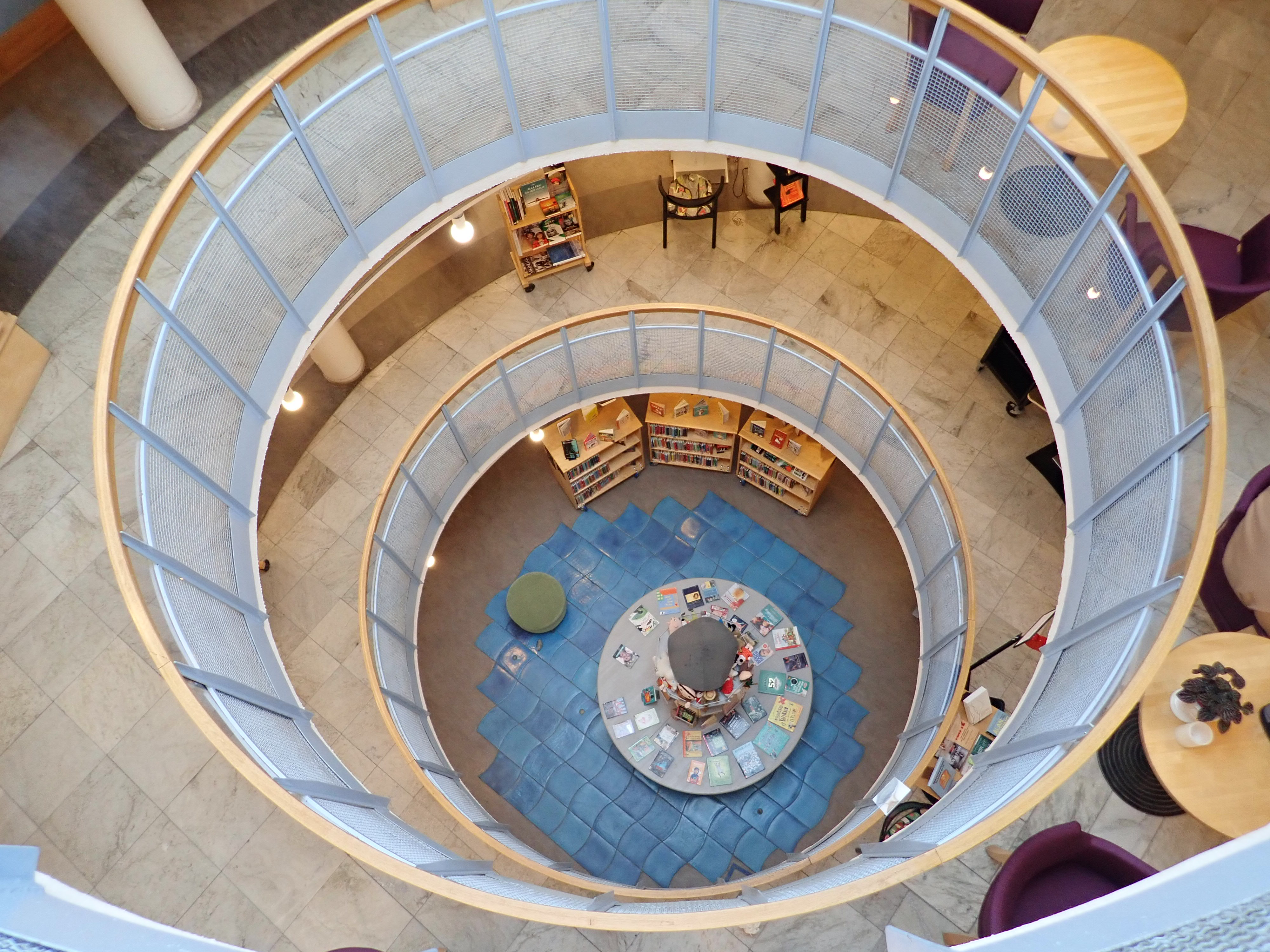
Interiör
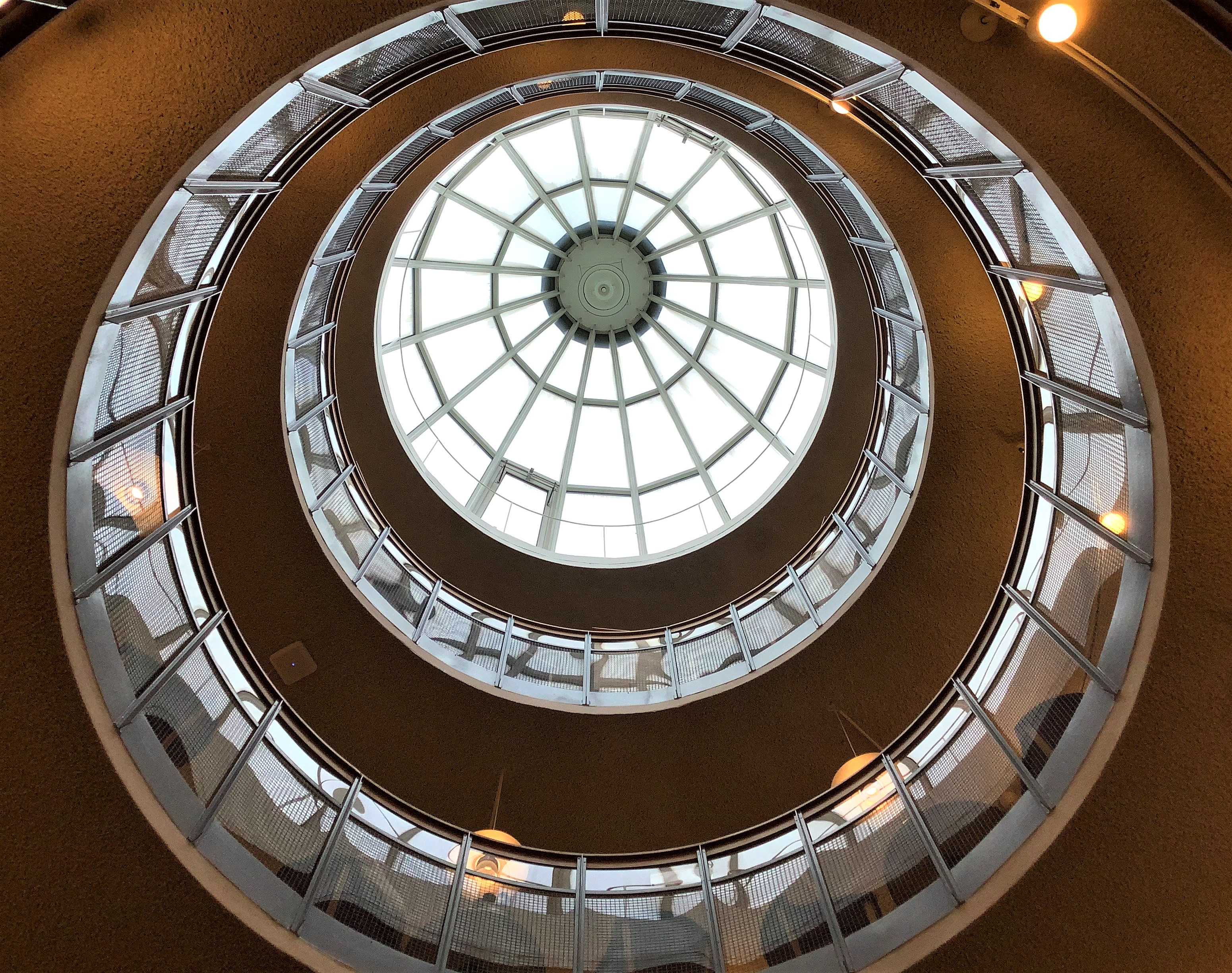
Interiör